# Livov
Livov (in ungherese Kavicsos, in tedesco: Liwau o Liwhof, in ruteno Liviv) è un comune della Slovacchia facente parte del distretto di Bardejov, nella regione di Prešov.

## Storia
Il villaggio è citato per la prima volta nel 1600 (Lyuo). Appartenne alla Signoria di Hertník per poi passare nel XVIII secolo agli Anhalt. All'epoca i suoi abitanti si specializzarono come abili vetrai.